# Txema Salvans
Txema Salvans   (Barcelona, 1971) és un fotògraf català, considerat un dels fotògrafs més destacats del fotodocumentalisme del país pel seu treball cínic, irònic o, de vegades, observador neutre de la realitat ibèrica. Ha col·laborat en publicacions com Le Monde, The New York Times, El País i Esquire, i ha protagonitzat nombroses exposicions.

## Obra
L'extraradi i els afores dels centres urbans són un espai d'imatges inesgotables per a Salvans. L'any 2020 publicà Perfect day, un treball de quinze anys on observa la capacitat de resistència de l'espècie humana en un paisatge hostil, per a sorprendre-la en hores de lleure i relaxació, prenent el sol, dormint i mirant les musaranyes entre contenidors i fàbriques, cimenteres, hidroelèctriques, grues i gegantins dipòsits portuaris. Les persones són davant el mar, o a prop, però el mar no es veu mai. Salvans «se situa d'esquena al mar per a mostrar la cara de la gent, què fa quan no fa res, què deixa a la seva esquena i no vol mirar la gent que va a veure el mar». Salvans viatjà amunt i avall de la costa mediterrània, de Barcelona a Algesires, capturant racons insòlits i moments de calma entre la depredació absoluta del paisatge postindustrial, la societat de l'oci i el turisme massiu. Marina d'Or, el pàrquing del Carrefour del Prat de Llobregat i la platja del pont Mayorga a Algesires foren alguns dels seus escenaris.
| «                  | El treball de Salvans ens parla d'aquesta il·lusió col·lectiva que ens porta a fantasiar amb aquests fragments transitoris del paradís. Com que no tenim cap manera de saber si és possible cap altre paradís, ens acontentem amb aquests moments de tranquil·litat i, fins i tot, de felicitat enmig del ciment i les fàbriques. | » |
| — Joan Fontcuberta | |   |